# Nicht abzugsfähige Ausgaben
Nicht abzugsfähige Ausgaben sind im Einkommensteuerrecht Deutschlands in § 12 EStG definiert. Danach dürfen bestimmte Ausgaben weder bei den einzelnen Einkunftsarten noch vom Gesamtbetrag der Einkünfte abgezogen werden. Betroffen sind vor allem Kosten der privaten Lebensführung, auch wenn im Einzelfall ein gewisser Zusammenhang zu steuerpflichtigen Einkünften bestehen kann.

## Aufwendungen für den Haushalt des Steuerpflichtigen und den Unterhalt seiner Familienangehörigen (§ 12 Nr. 1 EStG)
Aufwendungen für den Haushalt des Steuerpflichtigen und für den Unterhalt seiner Familienangehörigen sind weder als Betriebsausgaben noch als Werbungskosten abziehbar.
Kosten der Lebensführung in diesem Sinne sind insbesondere Aufwendungen für
- Wohnung
- Ernährung
- Kleidung
- allgemeine Schulausbildung
- Kindererziehung
- persönliche Bedürfnisse des täglichen Lebens, z. B. Erhaltung der Gesundheit, Pflege, Hygieneartikel
- Zeitung
- Rundfunk oder
- Besuch kultureller und sportlicher Veranstaltungen
- Deutschkurse von Ausländern
- Einbürgerung
- Ehescheidung und Ehevertrag
- Übernahme eines Ehrenamtes

Diese privaten Ausgaben können in Einzelfällen und sofern gesetzliche Vorschriften es zulassen, als Sonderausgaben oder außergewöhnliche Belastung geltend gemacht werden.

## Freiwillige Zuwendungen und Zuwendungen aufgrund einer freiwillig begründeten Rechtspflicht und an unterhaltsberechtigte Personen (§ 12 Nr. 2 EStG)
Freiwillige Zuwendungen und Zuwendungen aufgrund einer freiwillig begründeten Rechtspflicht sind in der Regel nicht abzugsfähig. Eine Zuwendung ist freiwillig, wenn der Geber hierzu rechtlich nicht verpflichtet ist. Eine Zuwendung aufgrund einer freiwillig begründeten Rechtspflicht ist eine Zuwendung, die freiwillig vertraglich zugesichert wurde.
Zuwendungen an gesetzlich Unterhaltsberechtigte:

Nicht abzugsfähig sind Zuwendungen an eine gegenüber dem Steuerpflichtigen oder seinem Ehegatten gesetzlich unterhaltsberechtigte Person. Gesetzlich unterhaltsberechtigt sind:
- Ehegatten
- Verwandte in erster Linie (z. B. Großeltern, Eltern, Kinder, Enkelkinder)
- Adoptiveltern und -kinder

Unterhaltsleistungen an den geschiedenen oder dauernd getrennt lebenden Ehegatten können nach § 10 Abs. 1 Nr. 1 mit Zustimmung des Empfängers als Sonderausgaben geltend gemacht werden.

## Nicht abziehbare Steuern (§ 12 Nr. 3 EStG)
Steuern sind nur abziehbar, wenn sie Betriebsausgaben oder Werbungskosten sind. Personensteuern sind nicht abziehbar, dazu gehören:
- die Einkommensteuer (einschl. der Lohnsteuer und der Kapitalertragsteuer)
- die Körperschaftsteuer
- die Erbschaftsteuer in Deutschland
- die Vermögensteuer

Die Kirchensteuer kann als Sonderausgabe nach § 10 Abs. 1 Nr. 4 geltend gemacht werden.
Die Umsatzsteuer für die Entnahme von Gütern und Dienstleistungen  für betriebsfremde Zwecke (z. B. Warenentnahme für private Zwecke) ist ebenfalls nicht abziehbar. Auch steuerliche Nebenleistungen zu den genannten Steuern wie beispielsweise Stundungszinsen, Verspätungszuschläge oder Säumniszuschläge sind nicht abzugsfähig.

## Geldstrafen (§ 12 Nr. 4 EStG)
Nicht abziehbar sind in einem Strafverfahren festgesetzte Geldstrafen. Auch wenn diese Rechtsfolgen in sachlichem Zusammenhang mit der Einkünfteerzielung stehen, sind sie Sühne für kriminelles Unrecht und Ahndung persönlicher Schuld. Kosten der Strafverteidigung und des Strafverfahrens sind seit 2019 auch von dem Abzugsverbot betroffen, da sie als „damit zusammenhängende Aufwendungen“ betrachtet werden.

## Aufteilungsverbot gemischter Aufwendungen
Nicht abziehbare gemischte Aufwendungen
Liegen Aufwendungen vor, die sowohl betrieblich/beruflich als auch privat veranlasst sind, so kommt ein Abzug der Aufwendungen insgesamt nicht in Betracht, wenn die gemischten Aufwendungen so ineinander greifen, dass eine Trennung nicht möglich und eine Grundlage für die Schätzung nicht erkennbar ist. Das ist insbesondere der Fall, wenn es an objektivierbaren Kriterien für eine Aufteilung fehlt.
Abziehbare gemischte Aufwendungen
Nur wenn die Aufwendungen nach objektiven Merkmalen leicht und einwandfrei trennbar sind, bleibt ein anteiliger Abzug möglich (R 12.1 EStR)
Die Reichweite des Aufteilungsverbots ist in 3 Schritten zu prüfen:
1. Es muss sich um eine gemischte Aufwendung handeln. Typischerweise berufsbedingte Aufwendungen (z. B. Arztkittel, Spezialwerkzeug) sind nicht „gemischt“ und daher vollständig abzugsfähig. Üblicherweise „gemischte Aufwendungen“ sind beispielsweise bürgerliche Kleidung oder Kosmetika, bei welchen die Vermutung der privaten Mitbenutzung nicht nur geringfügig ist.
2. Wenn es sich um gemischte Aufwendungen handelt, ist zu fragen, ob die Kosten der Lebensführung oder auch die Kosten zur Einkünfteerzielung nicht von untergeordneter Bedeutung sind, d. h. weniger als 10 v. H. betragen.
3. Ist der Zusammenhang sowohl mit der Lebensführung als auch mit der Erwerbstätigkeit nicht von untergeordneter Bedeutung, ist zu ermitteln, ob eine Trennung anhand „objektiver Merkmale“ möglich ist z. B. der Flächenanteil beim Arztzimmer oder die Fahrleistung eines Pkw.